# 도쿄 국립근대미술관

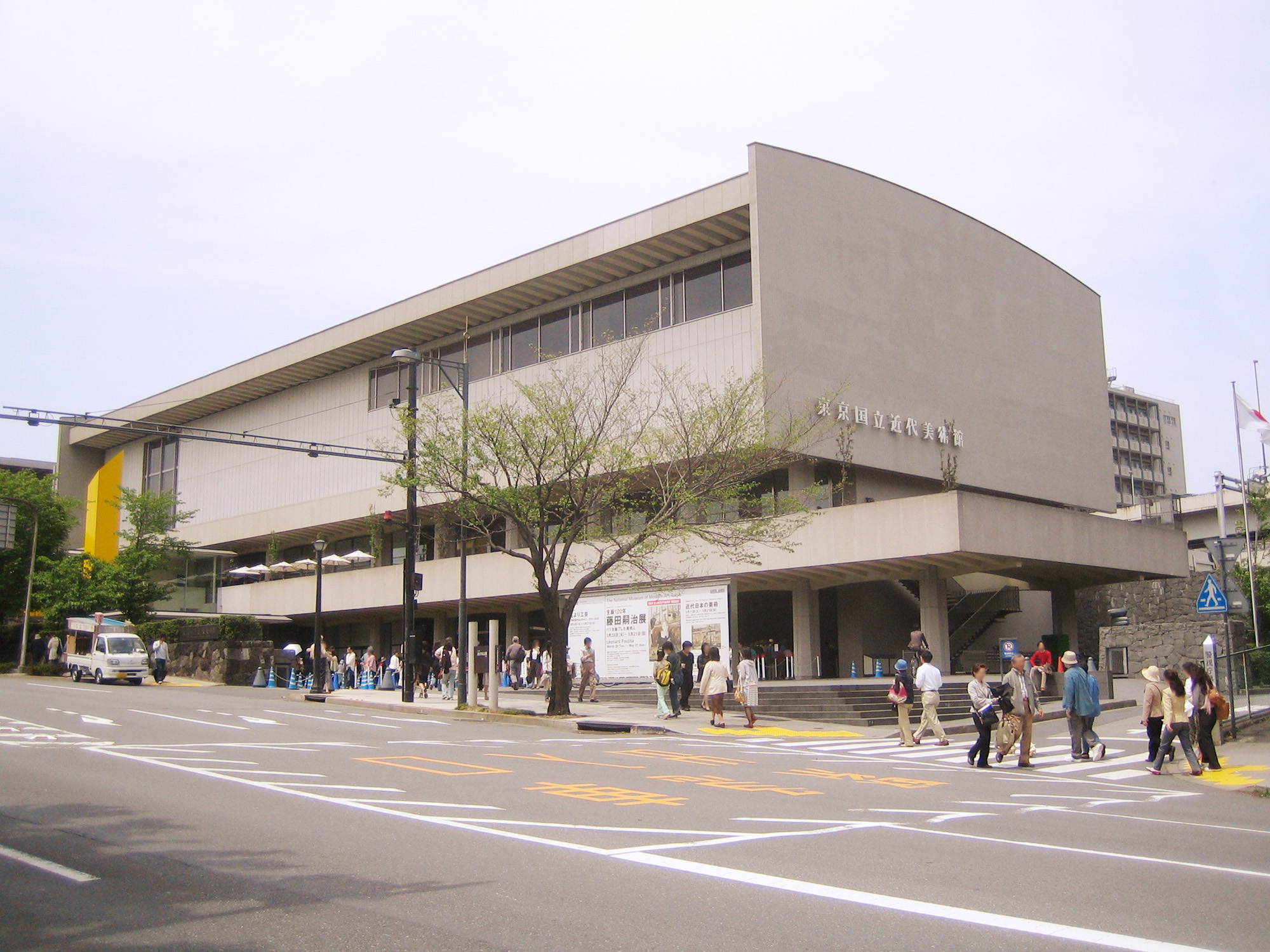
도쿄국립박물관

도쿄 국립근대미술관(일본어: 東京国立近代美術館 도쿄코쿠리쓰칸다이비쥬쓰칸[*])은 일본 도쿄도 지요다구에 있는 미술관이다. 1952년 일본 문부성 산하 기관으로 설립됐으며, 미술관 건물은 마에가와 구니오가 설계했다.
일본 메이지 시대 후반부터 지금까지의 근현대 미술작품 (회화, 조각, 수채화, 소묘, 판화, 사진 등)을 수시로 수집하고 상설전시한 일본 최초의 미술관이다. 이전까지는 작품을 대여해 '기획전'을 중심으로 운영되던 일본의 미술관 운영에 처음으로 '미술관의 미술품 수집'이라는 개념을 도입했다. 근대미술관의 소장품은 9000점을 넘는다.
개관 시간은 오전 10시부터 오후 5시 (금요일은 오후 8시)까지이며, 매주 월요일 (공휴일이면 다음날까지)과 연말연시, 전시 교체기간 등에는 휴무다.

## 연혁
- 1952년 12월 - 일본 교육부 설치법 (법률 제168호)에 따라 도쿄도 주오구 교바시에 자리한 옛 닛카쓰 본사 부지를 매입해여 일본 최초의 (교육부 주관) 국립 미술관으로 개관하였다.
- 1963년 4월 - 교토 분관 개관.
- 1967년 6월 - 교토 분관이 교토 국립근대미술관으로 독립.
- 1969년 6월 - 도쿄 지요다구 기타노마루 공원 내에 신관을 건설하고 본관으로 새로 재개관.
- 1970년 5월 - 교바시에 있던 구 본관을 필름센터로 개관.
- 1977년 11월 15일 - 공예관 개관
- 1984년 9월 - 필름센터 수장고에서 화재가 발생해, 건물 일부와 외화 필름 일부가 소실되는 피해를 입었다. 이에 한순간에 소실되기 쉬운 영화필름의 보관을 위해서는 특별시설이 필요하다는 여론이 부상.
- 1986년 1월 - 1984년 10월 후치노베 미군기지 부지의 토지반환이 이뤄짐에 따라 일본 대장성에서 취득, 가나가와현 사가미하라시에 필름센터 미하라 분관이 완공됐다.
- 1991년 1월 - 필름센터 교바시 본관의 노후화로 재건축 공사 시작.
- 1995년 5월 - 필름센터 교바시 본관 재개관, 사진부문 설치.
- 1999년 - 개관 30주년을 맞이해 본관을 이전하고 증축개수 공사 시작.
- 2002년 1월 16일 - 본관 재개관
- 2018년 4월 1일 - 필름센터가 국립미술관 영화전문기관인 '국립 영화 아카이브'로 분리

## 구성

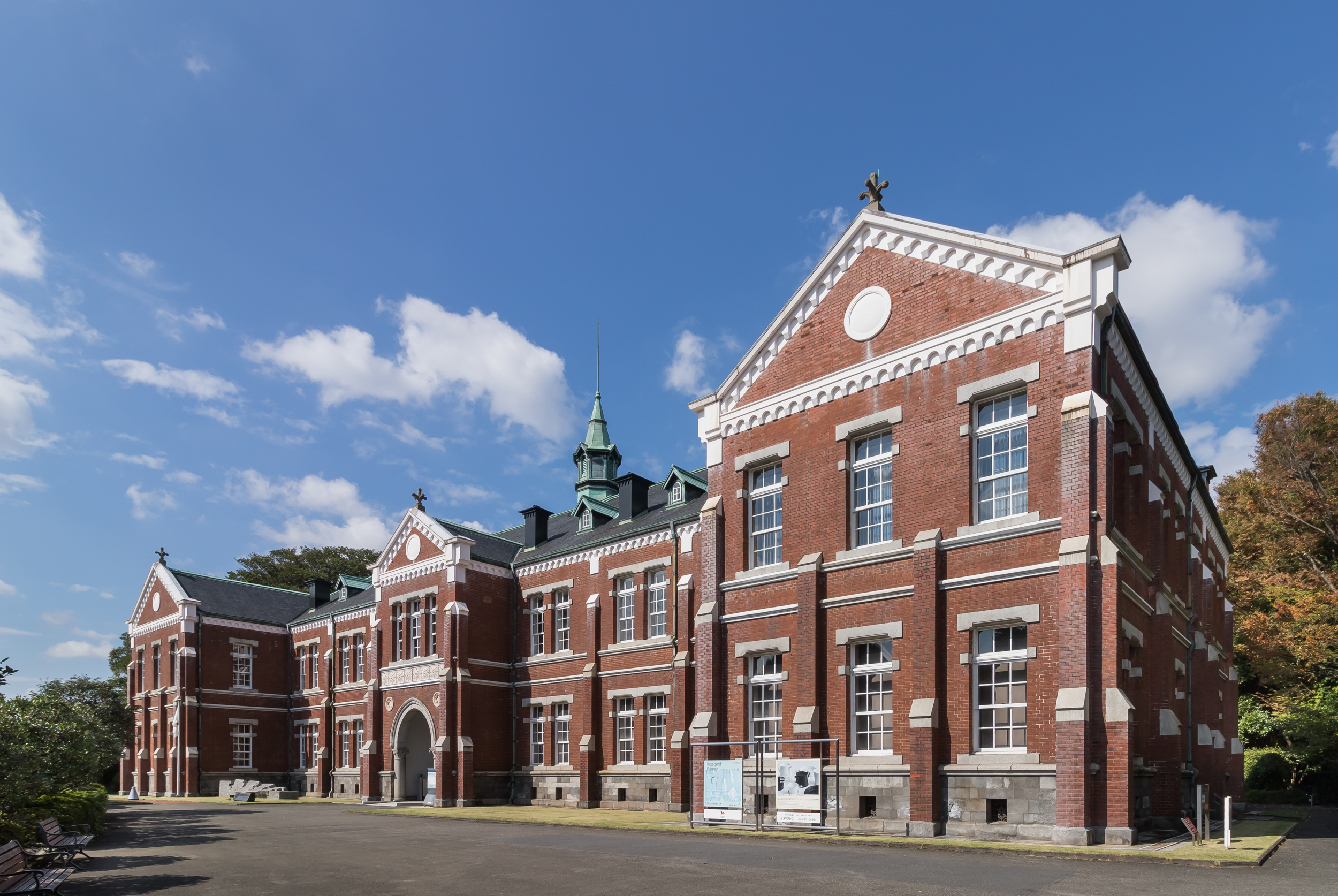
공예관의 모습

도쿄 국립근대미술관은 본관과 공예관으로 구성된다.

### 본관
1969년 6월 도쿄 지요다 구 기타노마루 공원 자락에 '신관'으로 개관한 건물이다. 늘어난 새 수집품, 문화재 보호위원회가 관리해오던 미술품의 이양, 작가 자신이나 수장들로부터 들어온 기증품 등으로 수장 규모가 한계에 다다르면서 이전한 것이었다. 현대 미술관 평의원이었던 브리지스톤 창업자 이시바시 쇼지로가 다니구치 모치로의 설계로 지은 뒤 미술관 측에 '기증'하였다.
하지만 본관마저 기획전 규모 확대, 컬렉션 증가, 건물 노후화 우려 등으로 1999년부터 2002년 1월까지 약 2년 반에 걸쳐 대규모 증축공사가 진행됐다. 그 결과 전시실이 대폭 확충되고, 도서실과 시청각실을 대폭 확충하였으며, 장애인 맞춤 시설과 내진공사 외에도 유명 레스토랑인 '퀸 앨리스 아쿠아 도쿄'를 신설하였다.
본관과 제일 가까운 교통편은 도쿄메트로 도자이 선이 다니는 다케바시 역이다. 이전에는 특별전을 관람하는 단체손님을 위해서 마루노우치 셔틀을 연장 운영하거나 도쿄역에서 무료셔틀버스를 운행하기도 했다.

### 공예관
공예관은 본래 1910년 지어진 일본 육군의 근위사단 사령부청사 건물을 리모델링해 1997년 11월 15일 개관한 부설관이다. 건물 자체는 (현관 홀에 한정하여) 1972년 일본 중요문화재로 지정되었다. 리모델링 과정에서 외관은 지붕을 잔기와 지붕에서 슬레이트 지붕으로 바꾸기만 하였으나, 내부는 벽돌로 된 벽의 내장재를 콘크리트로 보강하고 내진, 방음, 단열 공사가 이루어져, 중앙 계단 부근 이외에는 원형의 흔적을 없앴다.
공예관에서는 메이지 시대부터 지금까지의 일본과 외국 공예품, 디자인 작품을 수집하고 있으며, 특히나 다양한 모습을 띠는 전쟁 이후의 작품에 중점을 두고 있다. 도자기, 유리, 칠장, 목공, 죽공, 염색품, 인형, 금속공예, 산업디자인, 그래픽디자인 등 각 분야에 걸쳐 2017년 3월 현재 총 3,700여점을 소장하고 있다. 또 가나자와시 혼다노모리 공원에 오는 2020년 개관할 예정인 '국립현대미술관 공예관'에 소장품의 70%에 해당되는 약 1,900점을 이전할 예정이다.

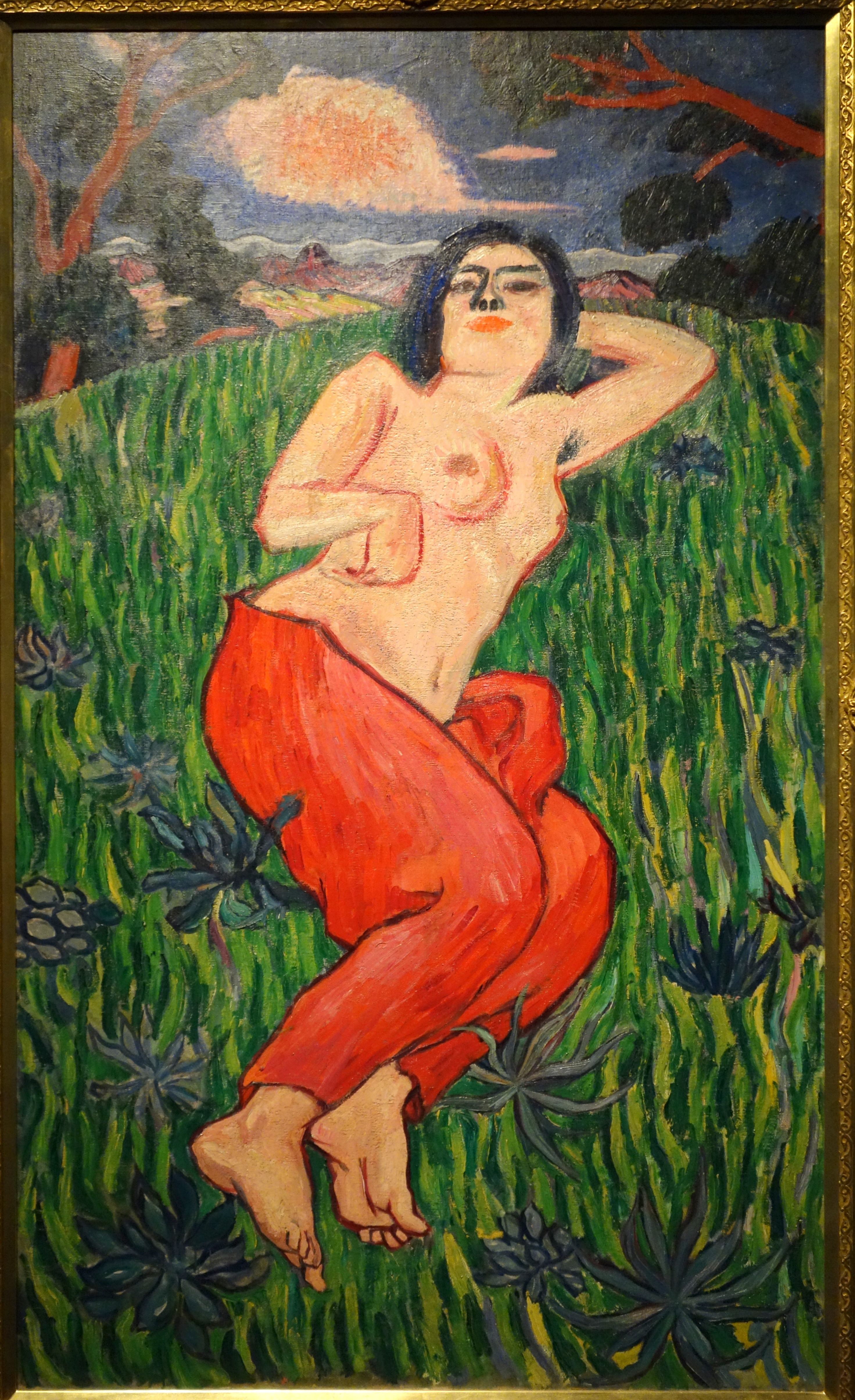
테츠 고로, 《나체미인》(裸体美人, 1912년), 중요문화재
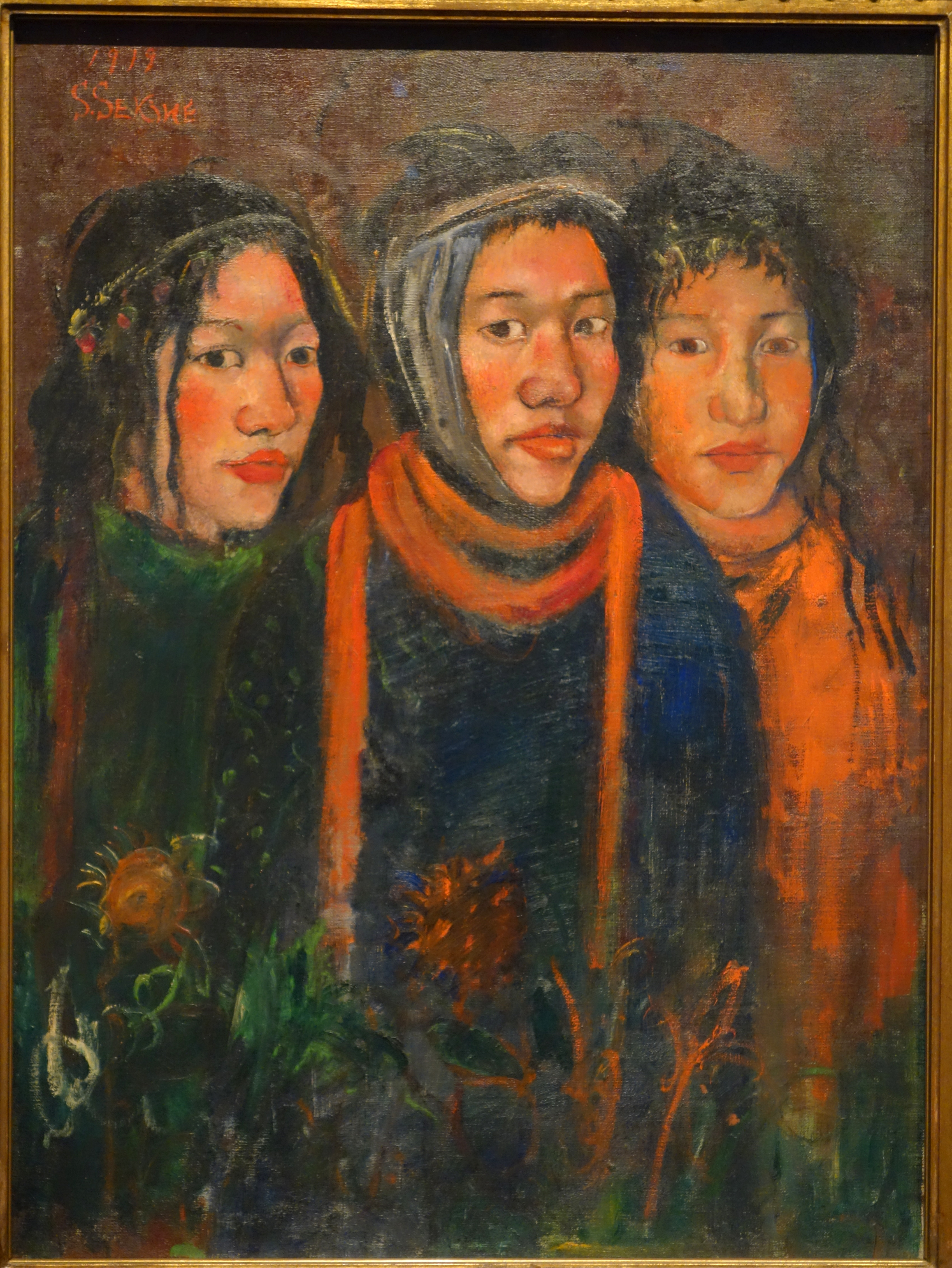
세키네 쇼지, 《삼성》(三星, 1919년)
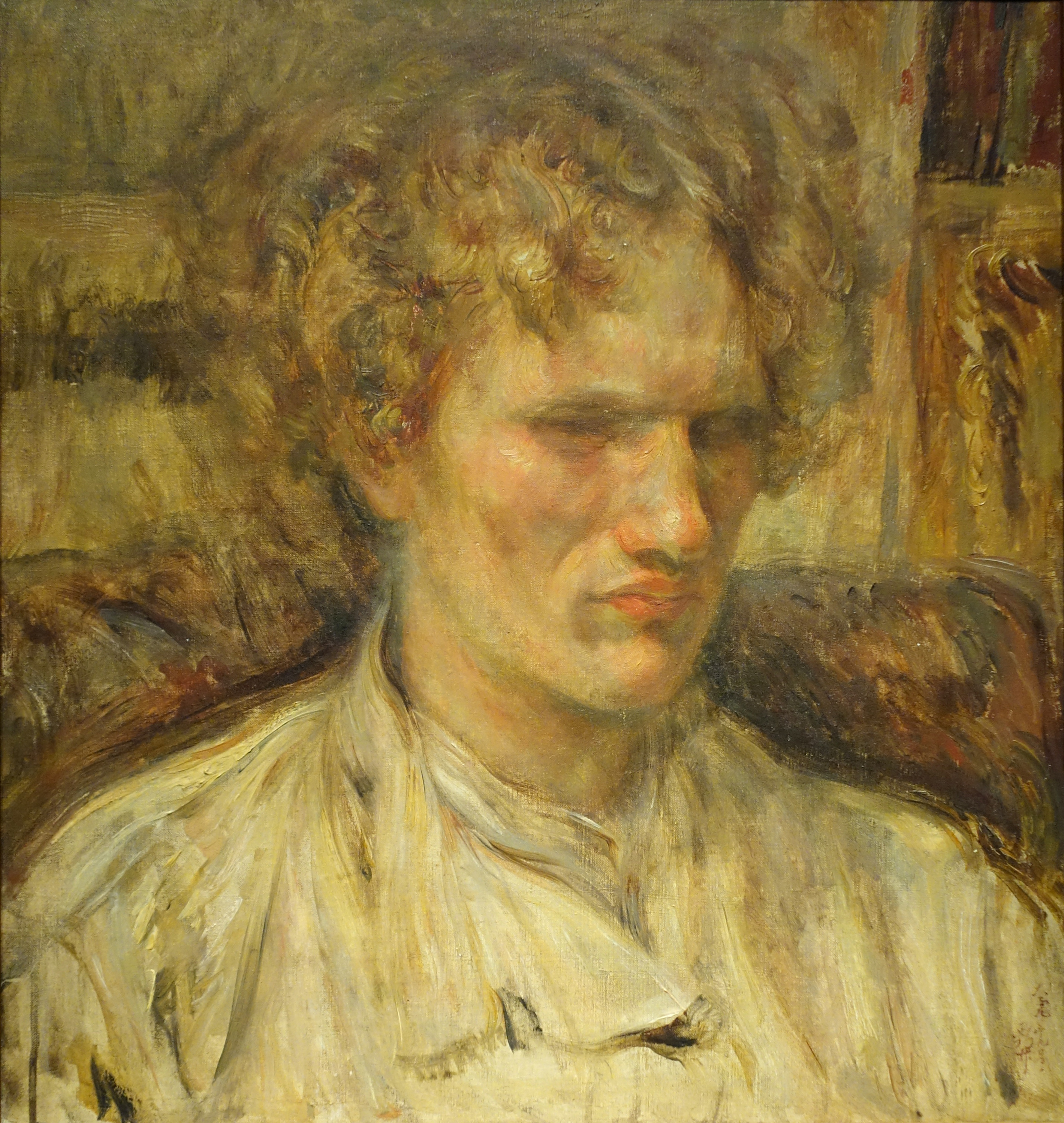
나카무라 츠네, 《에로셴코 상》 (エロシェンコ像, 1920년), 중요문화재
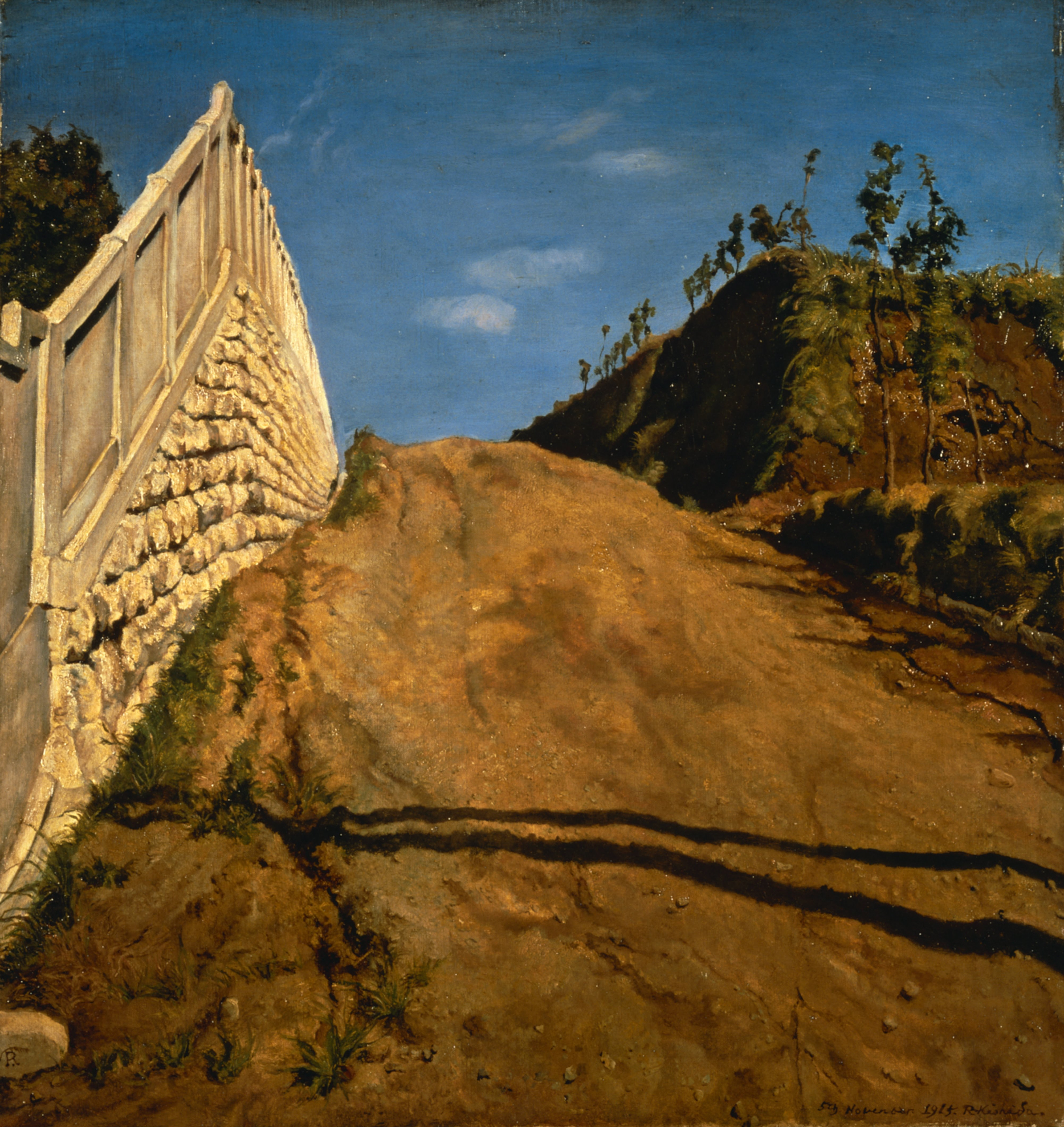
기시다 류세이, 《오솔길의 사생》 (切通しの写生, 1915년), 중요문화재